# Livsuppehållande system
Ett livsuppehållande system är inom rymdfart en rad enheter som samverkar för att människor ska kunna leva i yttre rymden. Systemet tillhandahåller atmosfär med luft för andning, vatten, livsmedel, acceptabel temperatur och tryck, och tar dessutom hand om kroppens avfallsprodukter.
I ett livsuppehållande system kan även ingå skydd mot skadliga yttre faktorer, så som strålning och mikrometeoriter.
Livsuppehållande system finns i rymdfarkoster, och i mindre skala även i rymddräkter.

## Mänskliga fysiologiska och metaboliska behov
En typisk besättningsmedlem i en rymdfarkost behöver dagligen 0,84 kg syre, 0,62 kg mat och 3,52 kg vatten, och producerar ungefär lika mycket avfall; 1,0 kg koldioxid, 0,11 kg fast avfall och 3,87 kg vätskeavfall.
Den totala användningen vatten per dag är omkring 7 kg per besättningsmedlem. I denna summa inräknas utöver dryck även all övrig vattenkonsumtion, till största delen avsedd för den personliga hygienen. Vid långa vistelser i rymden stiger talet för fast avfall, eftersom man då räknar in exempelvis hår som måste klippas.

## Atmosfär
Ett livsuppehållande system tillhandahåller en atmosfär bestående av syre, kväve, koldioxid och andra gaser. Trycket sätts till 101,3 kPa (normaltryck vid havsytan på jorden). Trycket kan dock vara betydligt lägre, i synnerhet i rymddräkter och i mindre rymdfarkoster.